# 빌로우 허
《빌로우 허》(영어: Below Her Mouth)는 2016년 캐나다의 드라마 영화이다.

## 출연진
- 나탈리 크릴 - 재스민 역
- 에리카 린더 - 달라스 역
- 세바스찬 피고 - 라일 역
- 메이코 누엔 - 조슬린 역
- 토미-엠버 피리 - 퀸 역
- 멜라니 레이시만 - 클레어 역
- 앤드리아 스테판시코바 - M.J 역
- 다니엘라 바르보사 - 데저레이 역
- 이안 매튜스 - 루퍼 윌리 역
- 엘리스 바우만 - 브리짓 역
- 칼 캠벨 - 경비원 역
- 돈 퍼리 - 스트립 댄서 역